# Hek
Hek (em persa: هك, também romanizada como Haik, Hech e Hīk) é uma aldeia do distrito rural de Mehrabad, no condado de Abarkuh, da província de Yazd, Irã.
No censo de 2006, sua população era de 145 habitantes, em 43 famílias.